# Pirro Çako
Pirro Çako (geboren am 19. November 1965 in Tirana, Albanien) ist ein albanischer Sänger und Komponist.

## Leben

### Musik
Çako stammt aus einer Musikerfamilie. Sein Vater Gaqo Çako war Tenor, seine Mutter Luiza Çako war Sopranistin. Pirro Çako besuchte die Universität der Künste Tirana und später die École Normale de Musique de Paris für Filmmusik. 1988 gewann Parashqevi Simaku mit dem von ihm komponierten Lied E duam lumturinë (Wir lieben Fröhlichkeit) das Festivali i Këngës. Später schrieb er es in ein Kinderlied um. Sein Duett Për një çast më ndali zemra (Kurz stoppte mein Herz), welches er gemeinsam mit Rovena Dilo sang, ist eines der bekanntesten Lieder, die er gesungen hat. 2001 trat er damit bei Kënga Magjike auf, einem bekannten Festival. Cako komponierte einen weiteren Song für Rovena Dilo, welcher AntiNostradamus hieß und mit dem sie 2001 beim Festivali i Këngës auftrat.
Gemeinsam mit dem Komponisten Ardit Gjebrea schrieb er 2009 die Lieder Një tjetër jetë (Ein anderes Leben) und Nuk mundem pa ty (Ich kann nicht ohne dich sein). Letzterer wurde von Juliana Pasha beim Festivali i Këngës 2009 vorgetragen. Als Siegerin des Festival vertrat sie Albanien damit beim Eurovision Song Contest 2010. Dort erreichte sie den 15. Platz. Für den Eurovision Song Contest wurde das Lied ins Englische übersetzt. Das Lied Një tjetër jetë trug er beim Festivali i Këngës selber vor und erreichte damit den vierten Rang.

### Persönliches
Çako war mit Inva Mula verheiratet. Die beiden haben einen gemeinsamen Sohn, Anthony, der in Paris in einer Wohnung geboren wurde. Ab 2007 gingen die beiden getrennte Wege, 2010 folgte, nach 23 Jahre Ehe, die Scheidung.

## Alben
Sein erstes Album veröffentlichte Çako 2004: Herët a vonë (Früher oder später). Das Album beinhaltet 15 Lieder, darunter Duette mit Rovena Dilo, Mariza Ikonomi, Redon Makashi und seiner damaligen Frau Mula. 2006 folgte ein weiteres Album, Mos më krahaso (Vergleiche mich nicht). Ein Titel hieß Letër Dashurie (Liebesbrief).